# パルバテ・ヒンドゥー

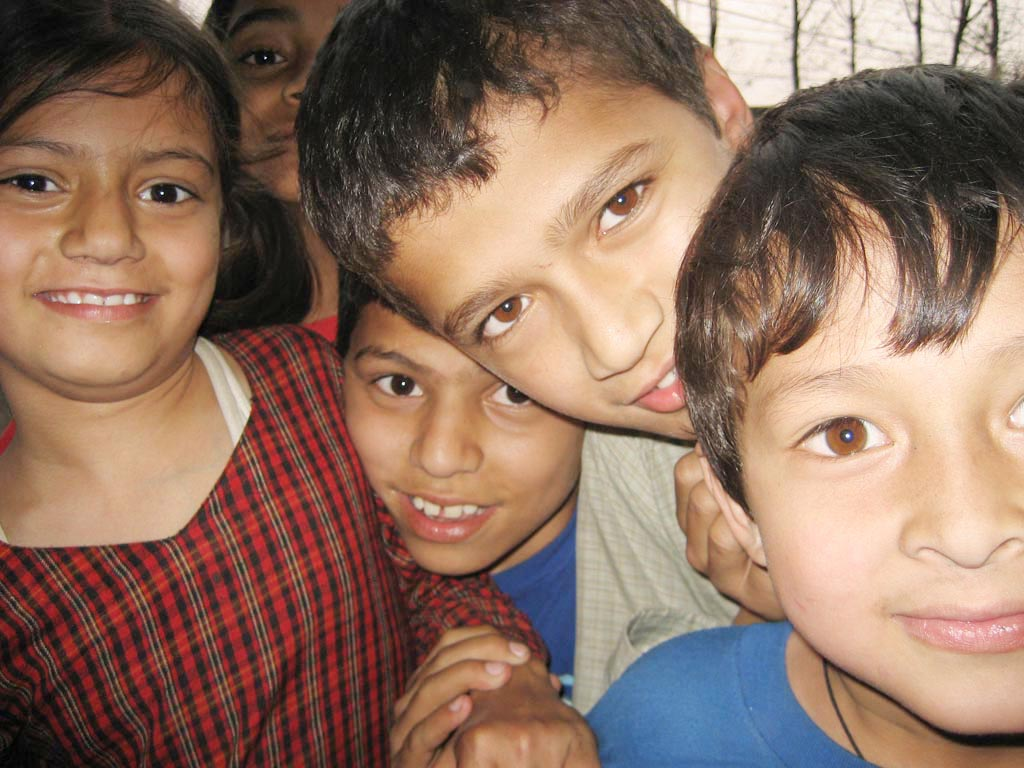
Nepali Parbate (Pahadi) children

パルバテ・ヒンドゥー（Parbate Hindu, Parvate Hindu）はネパールの最大かつ支配的民族。ネパールの人口のほぼ半分を占める。山地のヒンドゥー教徒という意味。インド・イラン語派に属するネパール語を母語とする。シャハ王家もこの民族集団に属す。
インドとは違ったカースト体系を持つ。最大の民族であるにもかかわらず、ネパールではあまりこの言葉は用いられず、国勢調査ではカーストに分けて統計を取っている。
「バフン（丘陵ブラーマン）」（バラモンに相当）、「チェトリ」（クシャトリアに相当）、「カミ」（不可触民の一部）など、上位カーストと下位カーストのみあり、ヴァイシャ、シュードラ（中位カースト）に相当するものが存在しないのが特徴である。
なお、ネワール族、マデシなどは別のカースト体系を持つ。